# Denny Doherty
Dennis Gerrard Stephen Doherty dit Denny Doherty, né le 29 novembre 1940 à Halifax (Nouvelle-Écosse) et mort le 19 janvier 2007 à Mississauga (Ontario), est un chanteur, compositeur et acteur canadien. Il fut l'un des membres du groupe The Mamas and the Papas.

## Biographie

### Début de carrière
Né en 1940 à Halifax, Denny Doherty commence sa carrière musicale en 1956 à Halifax au sein d'un groupe nommé The Hepsters. Avec ses amis Richard Sheehan, Eddie Thibodeau et Mike O'Connell, il parcourt les clubs de sa région. Ils restent ensemble durant deux ans et ont un grand succès auprès du public en raison de la voix particulière de Doherty. En 1960, Doherty fonde le groupe folk The Colonials à Montréal. Ils décrochent un contrat auprès de Columbia Records et changent de nom pour The Halifax Three. Ils sortent une chanson qui constitue un petit succès, The Man Who Wouldn't Sing Along with Mitch, mais la formation se sépare en 1963.
En 1963, il rencontre Cass Elliot, alors dans le groupe The Big Three. Lors d'une tournée de The Halifax Three, Doherty fait la connaissance de John Phillips et sa femme, Michelle Phillips. Quelques mois plus tard, Doherty et Zal Yanovsky rejoignent The Big Three à la demande d'Elliot qui avait réussi à convaincre son manager d'engager des anciens membres de The Halifax Three. Le nombre du groupe passe ainsi à quatre et ne va pas tarder à être renommé The Mugwumps. Mais cette formation rencontre des problèmes financiers et doit se séparer. La chanson Creeque Alley des Mamas and Papas revient brièvement sur cet événement.
À ce moment, le nouveau groupe de John Philips, The New Journeymen, a besoin d'un nouveau chanteur pour remplacer Marshall Brickman qui aspire à une nouvelle carrière dans la télévision. Doherty, alors au chômage, accepte l'invitation au début de 1965. Cass Elliot est également engagée dans le groupe qui devient The Magic Circle. En septembre 1965, le groupe signe un contrat avec Dunhill Records et devient The Mamas and the Papas. Le groupe enregistre son premier album, If You Can Believe Your Eyes and Ears.

### Relation avec Michelle Phillips
En 1965, Denny Doherty et Michelle Phillips entretiennent une relation secrète, malgré leur exposition constante auprès du public et des médias. La liaison est toutefois découverte et John et Michelle déménagent (ils partageaient une maison avec Doherty), ce qui n'empêcha pas le groupe de continuer d'enregistrer ensemble. Les membres décident malgré tout en juin 1966 d'exclure Michelle, avec l'appui du label, et de la remplacer par Jill Gibson (en), l'amie de leur producteur Lou Adler. Elle ne reste que 10 semaines dans la formation et, en raison de la demande croissante des fans et de John, Michelle peut réintégrer les Mamas & Papas à la fin août 1966. Le groupe est en crise et Cass Elliot quitte le groupe alors qu'ils sont en train de travailler sur le nouvel album. Ce départ scelle le destin des Mamas & Papas qui se séparent durant l'été 1968.

### L'après Mamas & Papas
Cass Elliot et Denny Doherty restent amis et elle le demande même en mariage, mais il refuse. En 1974, Cass Elliot décède à l'âge de 32 ans. Doherty est profondément attristé par la nouvelle et il assiste à l'enterrement aux côtés des autres membres. En 1982, il participe à une réunification temporaire des Mamas & Papas avec John Philipps, sa fille Mackenzie Philipps et Elaine Spanky McFarlane (en). Ils font une tournée et jouent leurs anciens tubes ainsi que de nouvelles compositions de John Philipps.
Doherty produit un spectacle à Broadway, Dream A Little Dreams, une narration qui revient sur l'histoire de The Mamas & The Papas. L'accueil est plutôt bon et l'avis des critiques est positif[réf. nécessaire]. En 1993, Doherty double des personnages dans la série pour enfants Theodore Tugboat pour la CBC.
Doherty apparaît dans l'épisode 10 de la saison 7 de Trailer Park Boys en tant qu'agent du FBI. Le tournage se déroule peu de temps avant son décès. L'épisode finit avec une mention rendant hommage à Denny Doherty.
Il meurt le 19 janvier 2007 à son domicile de Mississauga d'une insuffisance rénale après avoir été opéré d'un anévrisme à l'aorte. Il avait trois enfants : Jessica, Emberly et John.

## Filmographie

### Cinéma
- 1992 : Oh, What a Night : Harold
- 1992 : Hurt Penguins : Bilbo Roberts
- 1998 : The Real Howard Spitz : Balthazar Mishkin

### Télévision
- 1966 : Toast of the Town (série TV) : un chanteur
- 1987 : Street Legal (en) (série TV) : Billy Cooper
- 1993 : Theodore Tugboat (série TV) : le maître du port
- 1997 : Elvis Meets Nixon (téléfilm) : Vernon
- 1997 : Pit Pony (téléfilm) : Charley McGinnis
- 1999-2000 : Pit Pony (série TV) : Charley McGinnis
- 2001 : Prince charmant (Prince Charming) (téléfilm) : Jeweller
- 2007 : Trailer Park Boys (série TV) : Ryan Schockneck